# Costa di Budd

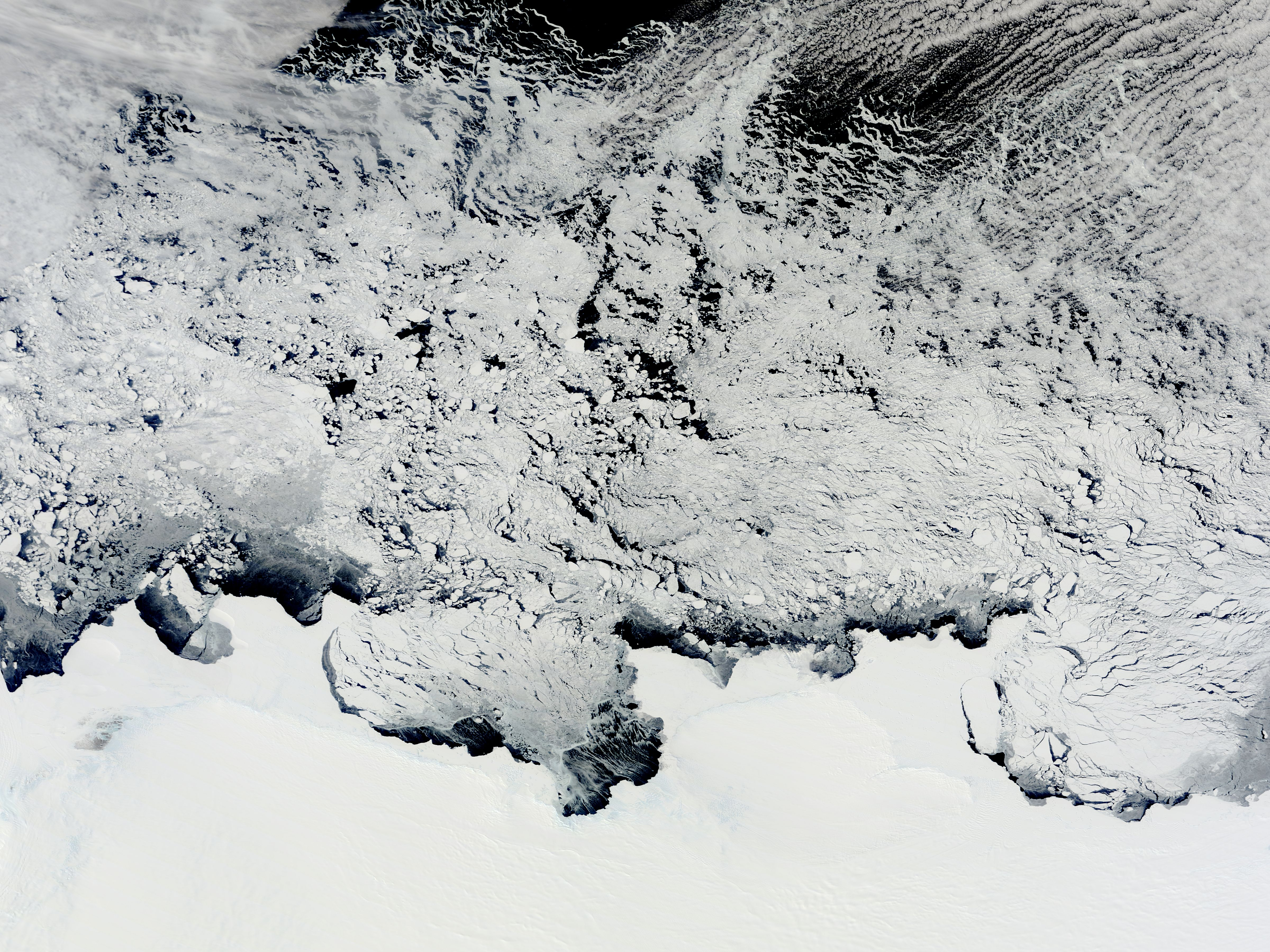
Un'immagine satellitare ottenuta con il MODIS della NASA delle coste, da sinistra a destra, di Knox, di Budd e di Sabrina.

La costa di Budd (centrata alle coordinate 66°30′S 112°00′E) è una porzione della costa della Terra di Wilkes, in Antartide. In particolare, la costa di Budd si estende tra capo  Waldron (66°34′S 115°33′E), a est, e le isole Hatch (66°53′S 109°16′E), nella baia Vincennes, a ovest, e confina a est con la costa di Sabrina e a ovest con la costa di Knox.

## Storia
La costa di Budd è stata scoperta nel febbraio 1940 durante la United States Exploring Expedition (1838-1842), comandata dal tenente Charles Wilkes, che la battezzò con il suo attuale nome in onore di Thomas A. Budd, membro dell'equipaggio dello sloop Peacock, una delle imbarcazioni delle spedizione. La costa fu poi interamente delineata sulla base di fotografie aeree realizzate nel corso dell'operazione Highjump (1946-47).

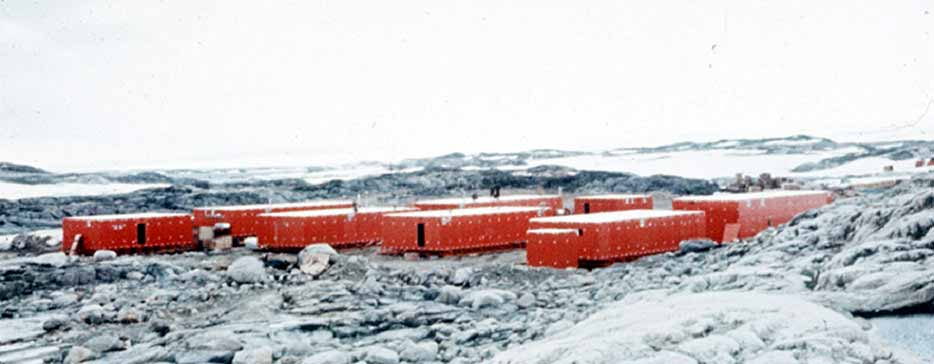
La Stazione Wilkes nel 1957.

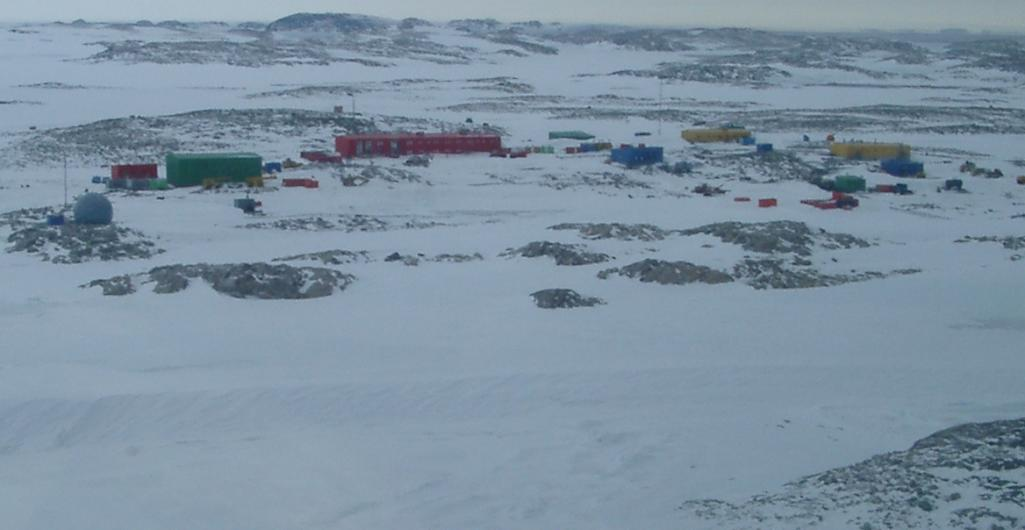
La stazione Casey in una fotografia aerea.

Nell'ambito dell'Anno Geofisico Internazionale, il 29 gennaio 1957, gli Stati Uniti d'America costruirono, nei pressi della baia di Newcomb, nella regione occidentale della costa di Budd, la Stazione Wilkes che passò poi, il 7 febbraio 1959, sotto l'amministrazione australiana (sebbene il comando sia rimasto 'de facto' americano fino al 1961). Nel 1964 la base fu abbandonata e nel 1969, a due chilometri da essa, fu inaugurata la Stazione Casey (la cui costruzione era iniziata nel 1967), nei pressi delle isole Windmill. Quest'ultima stazione è stata poi completamente ricostruita nel 1988.